# The Wicker Man (película de 2006)
The Wicker Man (titulada El culto siniestro en Latinoamérica) es una película de horror estadounidense, una versión de la película británica filmada en 1973 del mismo nombre. Fue escrita y dirigida por Neil LaBute, y protagonizada por Nicolas Cage y Ellen Burstyn.
La película recibió una pobre recepción por parte de los críticos y Robin Hardy, cocreador y director de la película original se desligó completamente de ella.
La película está dedicada al fallecido Johnny Ramone, guitarrista de la legendaria banda Ramones, que era uno de los más cercanos amigos de Nicolas Cage.

## Sinopsis
Patrullando por una autopista californiana, el agente de policía Edward Malus (Nicolas Cage) detiene una autocaravana. Instantes después, un camión descontrolado colisiona brutalmente con el vehículo, provocando un violento incendio que atrapa en el interior a madre e hija. Edward no consigue salvarlas y pasa los meses siguientes intentando borrar de su cabeza los rostros de ambas pidiéndole auxilio. Pero Edward está a punto de tener una segunda oportunidad. Una carta desesperada de su antigua prometida, Willow (Kate Beahan), que lo abandonó hace años sin darle ninguna explicación. Su hija Rowan (Erika-Shaye Gair) ha desaparecido misteriosamente, y Edward es la única persona en la que ella confía para poder encontrar a la pequeña. Willow le ruega que viaje hasta donde vive, una isla privada llamada Summersisle. La isla está habitada por una tenebrosa comunidad integrantes de una secta pagana matriarcal, basada en tradiciones arcanas y un festival pagano conocido como 'El Día de la Muerte y la Resurrección'. Edward viaja hacia la aislada tierra que es dominada por la matriarca hermana Summersisle (Ellen Burstyn). La huraña población ridiculiza a Edward y su misión, insistiendo en que nunca ha existido una niña llamada Rowan... o que si así fue alguna vez, ya no está entre los vivos. Sin embargo, lo que Edward desconoce es que la llamada de auxilio comportará para su vida algo más que una posibilidad de redención. Al intentar desentrañar los secretos de Summersisle, Edward se verá atrapado en una telaraña de ritos primitivos y mortales traiciones, y cada paso que dé hacia la niña desaparecida lo acercará un poco más a lo inexplicable y lo sobrenatural.

## Reparto
- Nicolas Cage es Edward Malus.
- Ellen Burstyn es la Hermana Summerisle.
- Kate Beahan es la Hermana Willow Woodward.
- Leelee Sobieski es la Hermana Honey.
- Frances Conroy es la Dra. T. H. Moss
- Molly Parker es la Hermana Rose / Hermana Thorn.
- Diane Delano es la Hermana Beech.
- Mary Black es la Hermana Oak.
- Erika Shaye Gair es Rowan Woodward.
- Aaron Eckhart es el dueño de la parada de camiones.
- George Murphy es el jefe de la aldea.
- Michael Wiseman es el Oficial Pete.
- James Franco y Jason Ritter son los chicos del bar.